# Lijst van beelden in Uitgeest
Dit is een (onvolledige) chronologische lijst van beelden in Uitgeest. Onder een beeld wordt hier verstaan elk driedimensionaal kunstwerk in de openbare ruimte van de Nederlandse gemeente Uitgeest, waarbij beeld wordt gebruikt als verzamelbegrip voor sculpturen, standbeelden, installaties, gedenktekens en overige beeldhouwwerken.
Voor een volledig overzicht van de beschikbare afbeeldingen zie: Beelden in Uitgeest op Wikimedia Commons.

## Uitgeest
| Geplaatst | Omschrijving            | Kunstenaar      | Straat                     | Plaats   | Materiaal | Afbeelding |
| --------- | ----------------------- | --------------- | -------------------------- | -------- | --------- | ---------- |
| 1884      | Maria                   |                 | Langebuurt 35 (kerk)       | Uitgeest |           |            |
| 1912?     | St. Jozef               |                 | Langebuurt 31 (school      | Uitgeest |           |            |
| 1921      | Maria en Jozef met kind |                 | Langebuurt 29              | Uitgeest |           |            |
| 1975      | Monument W.O. II (man)  | C.G. Andriessen | gemeentehuis               | Uitgeest |           |            |
|           | Engelbewaarder          |                 | Langebuurt (begraafplaats) | Uitgeest |           |            |